# یواس‌اس کید (دی‌دی‌جی-۱۰۰)
یواس‌اس کید (دی‌دی‌جی-۱۰۰) (به انگلیسی: USS Kidd (DDG-100)) یک کشتی است که طول آن ۵۰۹ فوت ۶ اینچ (۱۵۵٫۳۰ متر) می‌باشد. این کشتی در سال ۲۰۰۵ ساخته شد.